# Уауй, Хорхе
Хорхе Уауй (исп. Jorge Uauy; род. 8 декабря 1944) — чилийский спортивный функционер, президент футбольного клуба «Палестино», стрелок, участник летних Олимпийских игр 1972 года, бронзовый призёр Панамериканских игр 1971 года в ските в командном зачёте.

## Биография
Летом 1971 года Хорхе Уауй принял участие в Панамериканских играх, проходивших в колумбийском городе Кали. В командном зачёте в ските чилийская сборная, куда помимо Уауя вошли также Антонио Ясиги и Хайме Бунстар, заняла третье место, уступив лишь стрелкам из США и Кубы.
В 1972 году Уауй принял участие в летних Олимпийских играх в Мюнхене. Чилийский спортсмен выступал в стендовой стрельбе в дисциплине скит. После первого дня соревнований Уауй занимал место в середине турнирной таблицы, выполнив 93 точных выстрела из 100. Второй день чилиец провёл значительно сильнее, совершив, как и ряд лидеров соревнований, всего 2 неточных выстрела, в результате чего Уауй поднялся в итоговой таблице на 17-е место. Для попадания в число призёров чилийскому стрелку не хватило всего 4 очков.
С 1983 года работал казначеем в футбольном клубе «Палестино». 27 июня 2017 года Хорхе Уауй занял должность президента «Палестино». Под его руководством клуб в третий раз в истории стал обладателем национального Кубка. Также Уауй баллотировался на должность президента Национальной ассоциации профессионального футбола Чили, но уступил на выборах Себастьяну Морено.